# Monosacharide
Monosachariden (monosacchariden, monosacharosen, monosen), ook wel enkelvoudige suikers, mono-suikers of enkelvoudige koolhydraten genoemd, zijn de eenvoudigste koolhydraten: monomeren die als basis dienen voor complexere koolhydraten. Het betreft aldehyd-alcoholen of keton-alcoholen met drie tot zes koolstofatomen. Suikers met 3 koolstofatomen heten triosen, die met 4, 5 en 6 respectievelijk tetrosen, pentosen en hexosen.
Onderstaand: de Haworthprojecties (ruimtelijke structuurformules) van een viertal van de belangrijkste monosachariden, in ringvorm. De H-atomen tegenover de OH-groepen zijn voor de overzichtelijkheid weggelaten.

Glucose (druivensuiker)
Galactose
Fructose (vruchtensuiker)
Ribose

## Aldose of ketose
De monomere basissuikers worden gekenmerkt door een lineaire keten van 3, 4, 5, 6 of 7 koolstofatomen die op een na elk een hydroxylgroep dragen. Het overgebleven koolstofatoom vormt een carbonylgroep. Als de carbonylgroep aan het eerste koolstofatoom in de keten zit spreekt men van een aldose (genoemd naar aldehyde), als een van de andere koolstofatomen de carbonylgroep draagt spreekt men over een ketose (genoemd naar keton).
| Aldose suiker | Ketose suiker                                         |
| Een aldose-suiker met 5 koolstofatomen (aldo-pentose). | Een ketose-suiker met 6 koolstofatomen (keto-hexose). |
| In de weergave van een suikermolecuul zoals hier getoond (Fischer-projectie) steken de H en OH groepen die in het diagram opzij steken schuin naar voren uit de tekening. Dit dient om het mogelijk te maken dat de stereo-isomeer in het platte vlak kan worden herkend |                                                       |

## Stereo-isomeren
Elk van de hydroxylgroepen, behalve die aan het einde, en in een ketose ook die aan het begin, kan aan twee zijden van het koolstofatoom worden geplaatst. Twee-aan-twee kunnen de combinaties elkaars spiegelbeeld zijn (ze zijn elkaars enantiomeer): een van de twee krijgt in de naam het voorvoegsel D- (van het Latijnse dexter, dat rechts betekent), de ander het voorvoegsel L- (van het Latijnse laevo, dat links betekent). De meeste in de natuur voorkomende suikers zijn D-suikers.
| D-glucose | D-glucose |
| D-glucose | L-glucose |
| D- en L-glucose zijn elkaars spiegelbeeld. In de D-vorm zit de laatste hydroxylgroep die aan een asymmetrisch koolstofatoom zit (in dit geval nummer 5) aan de rechterkant, in een L-suiker zit die aan de linkerkant. Het patroon van de hydroxylgroepen aan de koolstofatomen 2,3,4 maakt dit molecuul tot glucose. |           |

Buiten de spiegelbeelden ontstaat in elk van de combinaties van hydroxylposities een verbinding met andere eigenschappen (stereo-isomeren). Als twee suikers slechts verschillen in de positie van één hydroxylgroep, spreekt men van epimeren.
| D-mannose | D-galactose |
| D-mannose | D-galactose |
| D-mannose en D-galactose zijn de twee natuurlijk voorkomende epimeren van D-glucose. D-mannose verschilt van D-glucose in de configuratie rond koolstofatoom nummer 2, D-galactose verschilt van D-glucose in de configuratie rond koolstofatoom nummer 4. D-galactose en D-mannose zijn geen epimeren van elkaar: ze verschillen in twee configuraties. |             |

## Aantal koolstofatomen
Een suiker met 3 koolstofatomen wordt triose genoemd, een met 4 tetrose, een met 5 pentose, een met 6 hexose en een met 7 heptose.

## Ringvorm of lineaire keten
De meeste suikermonomeren kunnen in twee vormen voorkomen: in de open vorm zoals boven beschreven, maar ook in een ringvorm, een zogenaamde halfacetaal voor aldoses of halfketaal voor ketoses. Daarbij is de carbonylgroep opengevouwen en neemt een waterstofatoom over van een koolstofatoom aan de andere kant van de keten. In een oplossing van de monomere suiker kan dit ringsluitingsproces en de ringopening gewoon plaatsvinden (een chemisch evenwicht), daarom worden de open en de gesloten monomeren als twee verschillende isomeren toch vaak met dezelfde naam aangeduid.
Als door ringsluiting een ring wordt gevormd met vier koolstofatomen en een zuurstofatoom spreekt men van een furanose (genoemd naar furaan), als de ontstane ring vijf koolstofatomen en een zuurstofatoom heeft spreekt men over een pyranose (genoemd naar pyraan). De naam voor de ringvorm wordt soms samen gebruikt met de aldose- en ketosenaamgeving voor de plaats van de carbonylgroep: aldofuranose, aldopyranose, ketofuranose en ketopyranose.
| beta-d-glucose | beta-d-fructose                                       |
| Glucose in de pyranose vorm (glucopyranose, β-vorm) | Fructose in de furanose vorm (fructofuranose, β-vorm) |
| Een aantal waterstofatomen is hier weggelaten om de structuren leesbaar te houden. Als monomeer wordt ook fructose in de pyranosevorm gevonden, maar in disachariden en polysachariden komt de furanosevorm zoals hier getoond vaak voor. |                                                       |

De ringsluiting maakt van een hydroxylgroep een halfacetaal, en door de carboxygroep wordt een nieuwe hydroxylgroep gevormd; dit heet de anomere hydroxylgroep. Net als bij de andere hydroxylgroepen is er hiervoor de keuze of dit aan de linkerkant of aan de rechterkant gebeurt. Als de hydroxylgroep onder de ring ligt spreekt men van een α-anomeer, als de hydroxylgroep boven de ring ligt van een β-anomeer. Ook hier weer geldt dat doordat de ring in de oplossing van het monomeer regelmatig opent en weer sluit, de α- en β-isomeren niet als aparte biologisch actieve stoffen kunnen worden gezien.
| alfa-d-glucose | alfa-d-fructose                                      |
| Glucose in de pyranosevorm (glucopyranose, α-vorm) | Fructose in de furanosevorm (fructofuranose, α-vorm) |
| De α-versies van de pyranose- en furanosestructuren waarvan boven de β-versies al staan. Let op de positie van de OH aan het anomere koolstofatoom: in de β-suikers ligt die boven de ring en in de α-suikers onder de ring. |                                                      |

## Gemodificeerde monomeren

GlcNac, N-acetylglucosamine

Ter hoogte van elk van de hydroxylgroepen kan het suikermonomeer worden gemodificeerd. Natuurlijk voorkomende modificaties zijn onder andere:
- het verwijderen van een hydroxylgroep (Een voorbeeld dat in de natuur voorkomt: deoxyribose zoals in DNA).
- het vervangen van een hydroxylgroep door een aminogroep (voorbeeld: glucosamine), of door een geacetyleerde aminogroep (voorbeeld: N-acetylglucosamine, afgekort GlcNac).
- het vervangen van de carboxylgroep door nóg een hydroxylgroep (voorbeeld: de zoetstof xylitol gebaseerd op de suiker xylose).